# The Idle Class
The Idle Class é um filme estadunidense de curta metragem de 1921, do gênero suspense, produzido pela First National Pictures e escrito e dirigido por Charlie Chaplin.

## Sinopse
Carlitos (Chaplin) pega carona clandestinamente de trem até um resort na Flórida, em busca de clima quente e a oportunidade de jogar golfe. No clube, ele causa confusão ao tentar roubar bolas do jogo de um membro do clube (Mack Swain) que confunde o ladrão com outro sócio do resort (John Rand).
Enquanto isso, a esposa (Edna Purviance) abandonada pelo marido milionário (Chaplin novamente) tenta em vão convencê-lo a largar a bebida. Quando Carlitos é confundido com um batedor de carteiras, ele escapa da polícia e, na fuga, vai esconder-se num baile à fantasia, na sede do próprio clube.
No meio da festa, enquanto o marido milionário se fantasia de cavaleiro medieval, este acaba ficando mascarado pelo elmo, que em vão tenta tirar da cabeça. Ao mesmo tempo, Edna tenta reatar com seu consorte; contudo, confunde-o com Carlitos, dada a semelhança entre os dois, os trajes de vagabundo de Carlitos passam despercebido de todos no baile à fantasia. Ele se apaixona por ela, mas confessa ao "sogro" que, na verdade, ele não é o milionário. 
Perplexos, esposa e sogro não entendem nem a atitude de Carlitos, nem do "desconhecido", fantasiado de cavaleiro, e que faz uma cena de ciúmes ao ver Edna flertando com um desconhecido. Inicia-se uma briga e o marido vai à nocaute. 
O mal entendido é desfeito na suíte do casal quando Carlitos consegue tirar o elmo do desacordado esposo de Edna, e todos notam a semelhança entre o vagabundo e o milionário. 
Uma das grandes cenas do filme é quando o milionário lê a carta de sua mulher dizendo que ia dormir em outro quarto até que ele largue da bebida, De costas, ele lê a carta, segura o porta-retrato de Edna no carrinho de chá, encolhe os ombros e, hirto, parece chorar. Eis que ele vira-se para a câmera agitando calmamente uma coqueteleira. Uma cena simples e sutil que marca o estilo de Chaplin de fazer comédia.

## Elenco
- Charlie Chaplin
- Edna Purviance
- Jackie Coogan
- Lane Chandler (extra, seu primeiro papel)